# 다나 파올라
다나 파올라(Danna Paola, 1995년 6월 23일 ~ )는 멕시코의 가수, 배우, 모델, 패션 디자이너이다.

## 음반 목록
- Mi globo azul (2001)
- Océano (2004)
- Chiquita pero picosa (2005)
- Danna Paola (2012)
- SIE7E+ (2020)
- K.O. (2021)
- Childstar (2024)